# Guinea Ecuatorial en los Juegos Olímpicos de Los Ángeles 1984
Guinea Ecuatorial estuvo representada en los Juegos Olímpicos de Los Ángeles 1984 por cuatro deportistas masculinos que compitieron en atletismo.
El portador de la bandera en la ceremonia de apertura fue el atleta Secundino Borabota. El equipo olímpico ecuatoguineano no obtuvo ninguna medalla en estos Juegos.